# Justicia soukupii
Justicia soukupii là một loài thực vật có hoa trong họ Ô rô. Loài này được (Standl. & F.A. Barkley) V.A.W. Graham mô tả khoa học đầu tiên năm 1988.